# 特克斯拉島
特克斯拉島（英語：Teksla Island）是南極洲的島嶼，位於麥克羅伯特森地，處於查普曼嶺以北1.9公里，屬於科貝克群島的一部分，根據挪威探險隊拍攝的空中照片繪入地圖，現時由南極條約體系管理。